# Hexàgon màgic
Un hexàgon màgic d'ordre n és una disposició de nombres en un patró hexagonal centrat amb n cel·les a cada vora, de tal manera que els nombres de cada fila, en les tres direccions, sumen a la mateixa constant màgica M. Un hexàgon màgic normal conté els nombres enters consecutius d'1 a 3 n 2 − 3 n + 1. Resulta que els hexàgons màgics normals només existeixen per a n = 1 (que és trivial, ja que només està format per 1 cel·la) i n = 3. A més, la solució de l'ordre 3 és essencialment única. Meng també va donar una prova constructiva menys complexa.
L'hexàgon màgic d'ordre 3 s'ha publicat moltes vegades com a "nou" descobriment. Una referència primerenca, i possiblement el primer descobridor, és Ernst von Haselberg (1887).

## Prova d'hexàgons màgics normals
Els nombres de l'hexàgon són consecutius i van de l'1 a {\displaystyle 3n^{2}-3n+1}. Per tant, la seva suma és un nombre triangular, és a dir
{\displaystyle s={1 \over {2}}(3n^{2}-3n+1)(3n^{2}-3n+2)={9n^{4}-18n^{3}+18n^{2}-9n+2 \over {2}}}
Hi ha r = 2 n − 1 files que recorren qualsevol direcció (EW, NE-SW o NW-SE). Cadascuna d'aquestes files sumen el mateix nombre M. Per tant:
{\displaystyle M={s \over {r}}={9n^{4}-18n^{3}+18n^{2}-9n+2 \over {2(2n-1)}}}
Això es pot reescriure com
{\displaystyle M=\left({\frac {9n^{3}}{4}}-{\frac {27n^{2}}{8}}+{\frac {45n}{16}}-{\frac {27}{32}}\right)+{\frac {5}{32\left(2n-1\right)}}}
Multiplicant-ho tot per 32 dona
{\displaystyle 32M=72n^{3}-108n^{2}+90n-27+{5 \over 2n-1}}
que demostra que {\displaystyle {\frac {5}{2n-1}}} ha de ser un nombre enter, per tant 2 n − 1 ha de ser un factor de 5, és a dir, 2 n − 1 = ±1 o 2 n − 1 = ±5. Els únics {\displaystyle n\geq 1} que compleixem aquesta condició són {\displaystyle n=1} i {\displaystyle n=3}, demostrant que no hi ha hexàgons màgics normals excepte els d'ordre 1 i 3.

## Hexàgons màgics anormals
Encara que no hi ha hexàgons màgics normals amb un ordre superior a 3, n'hi ha alguns d'anormals. En aquest cas, anormal significa començar la seqüència de números que no sigui amb 1. Arsen Zahray va descobrir aquests hexàgons d'ordre 4 i 5:
| </img>                | </img>                |
| Ordre 4 </br> M = 111 | Ordre 5 </br> M = 244 |

L'hexàgon d'ordre 4 comença amb 3 i acaba amb 39, les seves files sumen 111. L'hexàgon d'ordre 5 comença amb 6 i acaba amb 66 i suma 244.
Un hexàgon d'ordre 5 que comença amb 15, acaba amb 75 i suma 305 és el següent:
No és possible una suma superior a 305 per als hexàgons d'ordre 5.
Ordre 5 hexàgons, on les "X" són marcadors de posició per a ordre 3 hexàgons, que completen la seqüència numèrica. L'esquerra conté l'hexàgon amb la suma 38 (números de l'1 al 19) i el dret, un dels 26 hexàgons amb la suma 0 (números −9 a 9). Per a més informació visiteu l'article de la Viquipèdia en alemany.
A continuació es pot veure un hexàgon d'ordre 6. Va ser creat per Louis Hoelbling l'11 d'octubre de 2004:
Comença amb 21, acaba amb 111 i la seva suma és 546.
Aquest hexàgon màgic d'ordre 7 va ser descobert mitjançant un recuit simulat per Arsen Zahray el 22 de març de 2006:
Comença amb 2, acaba amb 128 i la seva suma és 635.
Louis K. Hoelbling va generar un hexàgon màgic d'ordre 8 el 5 de febrer de 2006:
Comença per −84 i acaba amb 84, i la seva suma és 0.

## Hexàgons T-màgics
| </img>  | </img>                              |
| Ordre 2 | Ordre 2 amb els números de l'1 – 24 |

Aquest tipus de configuració es pot anomenar un hexàgon T i té moltes més propietats que l'hexàgon d'hexàgons.
Igual que amb l'anterior, les files de triangles funcionen en tres direccions i hi ha 24 triangles en un hexàgon T d'ordre 2. En general, un hexàgon T d'ordre n té {\displaystyle 6n^{2}} triangles. La suma de tots aquests nombres ve donada per:
{\displaystyle S=3n^{2}(6n^{2}+1)}
Si intentem construir un hexàgon T màgic de costat n, hem de triar n per ser parell, perquè hi ha r = 2n files, de manera que la suma de cada fila ha de ser
{\displaystyle M={\frac {S}{R}}={\frac {3n^{2}(6n^{2}+1)}{2n}}}
Perquè aquest sigui un nombre enter, n ha de ser parell. Fins ara, s'han descobert hexàgons T-màgics d'ordre 2, 4, 6 i 8. El primer va ser un hexàgon T-màgic d'ordre 2, descobert per John Baker el 13 de setembre de 2003. Des d'aleshores, John ha col·laborat amb David King, que va descobrir que hi ha 59.674.527 hexàgons T-màgics no congruents d'ordre 2.
Els hexàgons T-màgics tenen una sèrie de propietats en comú amb els quadrats màgics, però també tenen les seves pròpies característiques especials. El més sorprenent d'aquestes és que la suma dels nombres dels triangles que apunten cap amunt és la mateixa que la suma dels dels triangles que apunten cap avall (per molt gran que sigui l'hexàgon T). En l'exemple anterior,
17 + 20 + 22 + 21 + 2 + 6 + 10 + 14 + 3 + 16 + 12 + 7
= 5 + 11 + 19 + 9 + 8 + 13 + 4 + 1 + 24 + 15 + 23 + 18
= 150